# Preobrazjenski-regiment

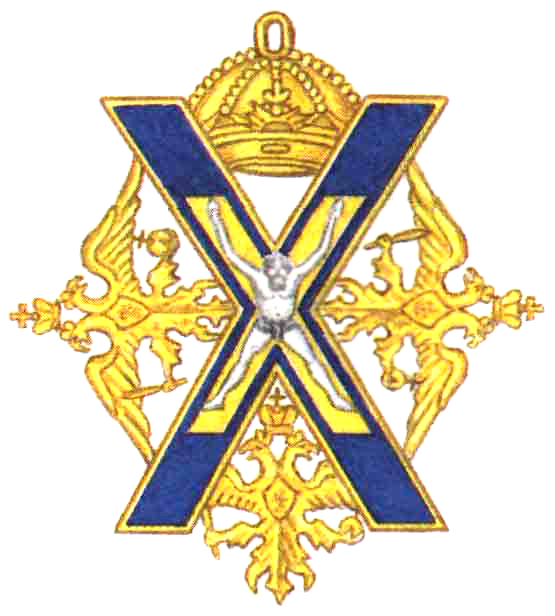
Wapenschild

Het Preobrazjenski-regiment (Russisch: Преображенский лейб-гвардии полк) was een onderdeel van de Russische Keizerlijke Garde van 1687 tot 1917. Het was infanterieregiment.

## Geschiedenis
Samen met het Semjonovski-regiment werd het in 1687 opgericht uit het zogenaamde speelgoedleger, opleidingskampen voor kinderen van de grote Russische adel, van Peter de Grote. De namen zijn afkomstig van de dorpen waar ze zijn opgericht.  In 1695 vochten ze actief mee in de Azovveldtochten. Na verloop van tijd werden ze een onderdeel van de Russische Keizerlijke Garde. 
Ze speelden een actieve rol bij de "Paleisrevoluties" van de tsarina's Elisabeth I in 1741 en Catharina de Grote in 1762. In 1916 werd Grigori Raspoetin door een van de officieren van het Preobrazjenski-regiment vermoord.
Met de Oktoberrevolutie van 1917 werd het regiment opgedoekt. In 2013 werd het regiment terug opgericht onder de naam 154st Preobrazjenski Onafhankelijke Commandant 's Regiment van de Russische strijdkrachten.

## Trivia
De Preobrazjenski-regimentmars is een van de bekende militaire marsen. 